# Wolsfeld
Wolsfeld település Németországban, Rajna-vidék-Pfalz tartományban. Lakosainak száma 1122 fő (2023. december 31.).

## Népesség
A település népességének változása:
| Lakosok száma | 610  | 1007 | 990  | 1039 | 1078 | 1122 |
|               | 1975 | 2017 | 2019 | 2021 | 2022 | 2023 |